# Philip Wiegratz
Philip Wiegratz (Magdeburgo, 17 febbraio 1993) è un attore tedesco.
Ha iniziato la sua carriera nel 2005 recitando la parte di Augustus Gloop in La fabbrica di cioccolato; ha preso parte soprattutto in film tedeschi tratti da libri inglesi o tedeschi. È anche noto per il film Ruby Red.

## Filmografia

### Cinema
- La fabbrica di cioccolato (Charlie and the Chocolate Factory), regia di Tim Burton (2005)
- Es ist ein Elch entsprungen (Es ist ein Elch entsprungen), regia di Ben Verbong (2005)
- Galline da salvare (Die wilden Hühner), regia di Vivian Naefe (2006)
- Le galline selvatiche e l'amore, regia di Vivian Naefe (2007)
- Le galline selvatiche e la vita, regia di Vivian Naefe (2009)
- Lore, regia di Cate Shortland (2012)
- Ruby Red (Rubinrot), regia di Felix Fuchssteiner (2013)

### Televisione
- Berndivent – serie TV, episodio 1x03 (2006)
- Krimi.de – serie TV, episodio 5x01 (2008)
- Die Wölfe – miniserie TV (2009)
- Der Schlunz - Die Serie – serie TV, episodi 1x01-1x02-2x03 (2010-2012)
- Mein Sommer '88 - Wie die Stars die DDR rockten, regia di Carsten Fiebeler e Daniel Remsperger – film TV (2013)

### Doppiatore
- La fabbrica di cioccolato (2005)

## Doppiatori italiani
Nelle versioni in italiano dei suoi lavori, Philip Wiegratz è stato doppiato da:
- Niccolò Ciarlini ne La fabbrica di cioccolato

Da doppiatore è sostituito da:
- Elda Olivieri ne La fabbrica di cioccolato (videogioco)